# Taphrina betulae
Taphrina betulae  (лат.) — вид грибов рода тафрина (Taphrina) отдела аскомицеты (Ascomycota), паразит берёзы (Betula), вызывает пятнистость листьев.

## Описание
Пятна на листьях размерами до 1 см, округлые, на верхней поверхности листа бледно-зелёные, жёлтые или красноватые, на нижней — светло-зелёные; позже буреют. Могут занимать до трети поверхности листа.
Мицелий сильно разветвлённый, развивается под кутикулой.
Сумчатый слой («гимений»)  восковидный, мучнистый, чаще развивается на верхней стороне листьев.
Аски восьмиспоровые, размерами 15—45×8—18 мкм, цилиндрические с округлой или туповатой верхушкой. Базальные клетки (см. в статье Тафрина) 7—17×8—29 мкм, обычно шире асков, не вклиниваются между клетками растения, а размещиются на поверхности вместе с асками, что является характерным признаком этого вида.
Аскоспоры эллипсоидальные или шаровидные, 4—6×3,5—6 мкм, иногда почкуются в асках.
Спороношение наблюдается в июне — сентябре. 

## Распространение и хозяева
Taphrina betulae широко распространена в Евразии — на Британских островах и от Центральной Европы до Дальнего Востока, более характерна для северных и горных регионов.
Вид впервые описан в Дании на берёзе повислой (Betula pendula), поражает и другие виды. В Норвегии гриб встречается на берёзе пушистой (Betula pubescens), в Польше — на берёзе ойковской (Betula oycoviensis), на Дальнем Востоке — на берёзе ребристой (Betula costata).

## Близкие виды
- Taphrina carnea отличается отсутствием базальных клеток, обычно вызывает гипертрофию тканей в месте поражения.
- У Taphrina bacteriosperma также отсутствуют базальные клетки, у неё также бо́льшие размеры асков.